# Phronia fusconitida
Phronia fusconitida är en tvåvingeart som beskrevs av Loïc Matile 1979. Phronia fusconitida ingår i släktet Phronia och familjen svampmyggor. Inga underarter finns listade i Catalogue of Life.